# Johann Adolf Langwerth von Simmern
Johann Adolf Langwerth von Simmern (* 30. März 1643 in Hattenheim; † 14. Juni 1700 in Ober-Flörsheim) war Komtur des Deutschen Ordens, Obrist in kurmainzer Diensten und zuletzt Kommandant der Festung Erfurt.

## Herkunft
Seine Eltern waren Hans Georg Langwerth von Simmern (1601–1644) und Maria Philippa von Groroth († 1672). Johann Adolf war das jüngste von fünf Kindern.

## Leben
Nach dem frühen Tod seines Vaters wurde er von seiner Mutter und den Hofmarschällen erzogen. Er sollte Jurist werden und wurde daher 1662 auf die Universität Tübingen geschickt. Das Studium behagte ihm jedoch nicht.
So ging er 1664 in nassauische Dienste. Er kam als Fähnrich in das Infanterie-Regiment der oberrheinischen Kreistruppen unter Gustav Adolf von Nassau-Idstein. Im Juni 1664 zog die Truppe nach Ungarn, um gegen die Türken zu kämpfen. Er nahm an der Schlacht bei Mogersdorf teil, wo Gustav Adolf fiel. Nach der Schlacht war der Krieg entschieden und die Truppen kehrten zurück. Ende 1665 ging er nun die Dienste des Kurfürsten von Mainz Johann Philipp von Schönborn. Dieser schickte ein Regiment zum Bischof von Münster Christoph Bernhard von Galen, um ihm beim Versuch zu unterstützen, während des Englisch-Niederländischen Krieges die Herrschaft Borkeloh zu erobern. Johann Adolf nahm mit dem schlecht bezahlten Regiment an keinen größeren Kampfhandlungen teil. 1671 ist er wieder in Hattenheim.
Bereits 1672 bricht der nächste Englisch-Niederländische Krieg aus, an dem nun auch Frankreich teilnimmt. Der Bischof von Münster hatte 10.000 Mann zugesagt und so werden die gerade abgemusterten Truppen erneut geworben. Er nahm an den Belagerungen von Coevorden und Groningen teil. Die Holländer besaßen aber eine gute Verteidigung und so musste der Bischof letztlich im Frieden von Westminster seine Eroberungen zurückgeben. Johann Adolf kam danach in Mainzer Dienste (seit 1679 war ein Vetter zweiten Grades Anselm Franz von Ingelheim dort Kurfürst) und wurde dort in das Erfurter Dragoner-Regiment versetzt. Er wurde zum Major befördert und zum Kommandanten der Festung Mainz ernannt. In dieser Zeit konvertierte er zum Katholizismus.
Im Jahr 1684 erfolgte seine angestrebte Aufnahme in den Deutschen Orden. Er wurde Komtur der Kommende Felsheim, musste dafür aber eine erhebliche Ablöse zahlen. 1688 erhielt er die Kommende Ober-Flörsheim in der Pfalz. Im gleichen Jahr begann der Pfälzische Erbfolgekrieg und Johann Adolf wurde nun Kommandeur des Dragoner-Regiments von der Leyen. Der Kurfürst wollte die Stadt Mainz aber nicht verteidigen, sondern übergab sie kampflos den Franzosen. Die Mainzer Truppen gingen nach Höchst und Königstein zurück. Im Jahr darauf wurde Mainz vom Reichsheer eingeschlossen und zurückerobert. Inzwischen hatte sich der Kommandant der Festung Erfurt Johann Theodor Mortaigne abgesetzt und so wurde 1690 Johann Adolf dorthin versetzt, was er als Zurücksetzung ansah. Nach dem Frieden von Rijswijk verließ er 1697 den Mainzer Dienst und ging nach Ober-Flörsheim, was aber durch den Krieg stark gelitten hatte. Er starb dort 1700 und wurde in der Gundersheimer Kirche beigesetzt, wo seine Grabplatte noch existiert.